# 13-й Нью-Йоркский пехотный полк
13-й Нью-Йоркский добровольческий пехотный полк (англ. 13th New York Volunteer Infantry Regiment), — один из пехотных полков армии Союза во время Гражданской войны в США. Полк был сформирован в апреле 1861 года сроком на 2 года, участвовал в первом сражении при Булл-Ран и всех сражениях на востоке до апреля 1863 года, когда был расформирован из-за истечения срока службы. Часть рядовых была сведена в батальон, который участвовал в сражении при Чанселорсвилле, а затем также был расформирован.

## Формирование
Полк был сформирован 25 апреля 1861 года в Рочестере (штат Нью-Йорк) сроком службы на 2 года. 4 мая он был переправлен в Эльмиру, где 14 мая принят на службу в федеральную армию сроком на 3 года. Его командиром стал полковник Исаак Квинби, майором — Оливер Терри. 21 мая капитан Карл Стефан был повышен до подполковника.

## Боевой путь
30 мая полк покинул штат и был направлен в укрепления Вашингтона (в лагерь на Меридиан-Хилл), где включён в бригаду Уильяма Шермана. 3 июня полк перевели в форт Коркоран, а 16 июля началось наступление федеральной армии на Манассас. 17 июля полк участвовал в оккупации Фэирфакса, а 18 июля был задействован в сражении при Блэкбернс-Форд.
21 июля полк участвовал в первом сражении при Булл-Ран. В 14:30 бригада Шермана получила приказ атаковать холм Генри и Шерман послал полки вперёд, с 13-м в авангарде. Полк перешел уоррентонскую дорогу, поднялся по выемке дороги Садли-Роуд, после чего повернул влево и начал подниматься на холм Генри. Там он втянулся в перестрелку с полком Уэйда Хэмптона. Приказа на атаку не пришло, и через полчаса полк отступил с позиции. В этом бою полк потерял 13 человек убитыми, 25 ранеными и 20 пропавшими без вести.
2 августа полк был переведён в укрепления Вашингтона, в форт Коркоран. 5 августа полковник Квинби уволился из армии (но впоследствии вернулся и получил звание бригадного генерала) и его место 20 августа занял Джон Пикелл, выпускник Вест-Пойнта. В октябре полк был включён в Потомакскую армию, во 2-ю бригаду (бригаду Мартиндейла) дивизии Фицджона Портера.
16 марта 1862 года полк был направлен на Вирджинский полуостров, где бригада Мартиндейла стала 1-й бригадой 1-й дивизии III корпуса Потомакской армии. 31 марта полковник Пикелл подал в отставку по болезни и 1 апреля на его должность полковника был назначен Элиша Маршалл. В апреле полк участвовал в осаде Йорктауна, в а мае дивизия Портера стала частью V корпуса Потомакской армии.
Во время наступления Потомакской армии на Ричмонд полк участвовал в сражении при Гановер-Кортхаус, где потерял 1 рядового убитым и 5 ранеными. 26 июня полк сражался при Бивердем-Крик, а 27 июня участвовал в сражении при Геинс-Милл, где погиб 1 офицер и 18 рядовых, 51 рядовой был ранен, а 2 офицера и 5 рядовых пропали без вести. Полк также участвовал в сражениях при Уайт-Оак-Свемп и Малверн-Хилл. 10 июля Мартиндейл был отстранён от командования бригадой и на его место назначен Джеймс Барнс.
16 августа полк был направлен с вирджинского полуострова в северную Вирджинию и 28 августа вместе со всем корпусом присоединился к Вирджинской армии Джона Поупа. 30 августа полк числился в бригаде Чарльза Робертса (который замещал Бэрнса), в дивизии Баттерфилда и участвовал в атаке корпуса Портера конфедеративных позиций в ходе второго сражения при Булл-Ран. Полк потерял убитыми 3 офицеров и 38 рядовых, ранеными 4 офицеров и 62 рядовых и 8 рядовых пропавшими без вести (из 240 человек к началу сражения).
В сентябре полк участвовал в Мерилендской кампании, но в ходе сражения при Энтитеме V корпус держался в резерве, поэтому полк в бою задействован не был.
19 сентября корпус Портера был направлен преследовать отступающую Северовирджинскую армию, что привело к сражению при Шефердстауне, где полк потерял 1 офицера и 5 рядовых ранеными, и 12 рядовых пропавшими без вести.
В ноябре-декабре полк участвовал в наступлении Потомакской армии к Фредериксбергу и участвовал в сражении при Фредериксберге, где потерял 10 человек убитыми, 6 офицеров и 52 рядовых ранеными и 7 рядовых пропавшими без вести.
В январе 1863 года полк участвовал в «Грязевом марше» Бернсайда.
27 апреля у части рядовых истек срок службы, поэтому тех, кто был записан на трехлетний срок, свели в двухротный батальон под командованием капитана Уильяма Дауни, а остальных отправили в Рочестер, где 14 мая они были расформированы.
В начале мая батальон сражался в сражении при Чанселорсвилле в составе бригады Джеймса Барнса (дивизия Гриффина), где потерял 4 человека ранеными и 1 пропавшим без вести.
23 июня батальон присоединили к 140-му Нью-Йоркскому полку.